# Adolphe de Barrau
Édouard Adolphe de Barrau, né le 4 février 1803 à Carcenac (commune de Salmiech) et mort dans le même village en Aveyron, est un médecin, naturaliste et herboriste français.
Il appartient à l'une des familles originaires du département de l'Aveyron, la famille de Barrau ; il est le frère d'Hippolyte de Barrau et d'Eugène de Barrau, et le père de Fernand de Barrau.

## Médecin, naturaliste, herboriste et explorateur
En 1829 il prépare un doctorat de médecine à la faculté de Montpellier. Il est chirurgien de la Marine française et il navigue durant plusieurs mois à travers l'archipel grec, dans les Baléares, dans la baie d'Alger et vers l'Égypte.
Sur Adolphe de Barrau, le docteur Augustin Dassier, professeur de matière médicale et de thérapeutique à l’école préparatoire de médecine et médecin de l’hôtel-Dieu de Toulouse, dans sa brochure intitulée De la vertu fébrifuge du Variolaria Amara, rapporte : « Action thérapeutique. – Ce n’est pas d’aujourd’hui que l’on a eu l’idée d’utiliser l’amertume de ce lichen pour combattre les fièvres intermittentes. En Allemagne, M. Cassebéer publia, il y a quelques années, une note sur ses propriétés fébrifuges ; M. le docteur de Barrau, qui ne connaissait pas probablement le travail du médecin d’outre-Rhin, eut l’idée lui aussi d’expérimenter la variolaire qu’il avait souvent trouvée dans ses promenades botaniques. Il s’est maintes fois convaincu qu’elle jouissait des propriétés toniques, fébrifuges, antipériodiques et anthelmentiques, et il a guéri radicalement plusieurs individus attaqués de fièvres intermittentes, ou de névralgies intermittentes et d’affections vermineuses. C’est donc à ce savant et modeste confrère que je fais remonter l’honneur de nous avoir donné un remède nouveau pour nous au moins, et qui peut rendre de si grands services. »
Il herborise de 1820 à 1845 aux environs de Paris, à Montpellier, à Toulouse, dans l'île de Minorque, en Algérie et en Aveyron où passionné par l'étude des plantes - avec son frère Hippolyte de Barrau - ils montent ensemble un catalogue qui contenait environ 2 260 espèces, dont 500 cryptogames, collectés par leurs soins et ceux d'autres botanistes. Ce catalogue fut communiqué à la Société des lettres, sciences et arts de l'Aveyron en 1856, sous ce titre : Catalogue des plantes observées dans le département de l'Aveyron jusqu'à ce jour par MM. de Barrau et autres botanistes.
En novembre 1839, il est nommé membre en tant que botaniste de la Commission d'exploration scientifique d'Algérie présidée par le colonel Jean-Baptiste Bory de Saint-Vincent (1778-1846). Adolphe de Barrau avait fait écrire en marge de son dossier par Bory de Saint-Vincent : « Je certifie que le demandeur est de toute capacité, jeune, robuste et surtout instruit ». Il travaille notamment avec le capitaine Baccuet, le professeur Aimé, le bibliothécaire Berbrugger, le zoologue Deshayes, le préparateur Guichenot, le naturaliste Ravergié, le capitaine Levaillant et le commandant Pelissier dans le centre de la province de Constantine,. Mais sa santé éprouvée par le climat, il rentre en France en juillet 1840. 
Monique Dondin-Payre rapporte le jugement de Bory de Saint-Vincent sur le travail d'Adolphe de Barrau qui le disait inutile et s'intéressant plus aux esprits et aux revenants qu'aux plantes. Toutefois elle rapporte également que Bory de Saint-Vincent avait aussi écrit qu'un jour de Barrau s'était exténué au risque de se faire tuer dans un excès de zèle lors d'un voyage à Boufarik. Elle ajoute aussi que le comportement du colonel Bory de Saint-Vincent posait problème au sein de la Commission. Malgré cette situation entre les deux hommes Jean-Baptiste Bory de Saint-Vincent fut membre honoraire de la Société des lettres, sciences et arts de l'Aveyron dont Adolphe de Barrau avait été l'un des fondateurs en 1836.
Les études géologiques et minéralogiques eurent par la suite ses préférences. 
Il fut membre de la Société botanique de France dès l'année de sa fondation en 1854 et il entretint des relations suivies avec Alfred Moquin-Tandon, botaniste et président de la Société botanique de France en 1857.

## Membre de sociétés savantes
- Membre de la Société d'histoire naturelle de Montpellier (dès avant 1830)
- L'un des fondateurs et membre de la Société des lettres, sciences et arts de l'Aveyron (1836)
- Membre du Comité des travaux historiques et scientifiques (1839)
- Membre de la Société botanique de France (1854-1884)

## Ses mandats électoraux
Élu membre du Conseil général de l'Aveyron en 1852. Il démissionne en 1855.

## Écrits
- Essai sur le scorbut (thèse de médecine)